# Neohahnia
Genre
Neohahnia est un genre d'araignées aranéomorphes de la famille des Hahniidae.

## Distribution
Les espèces de ce genre se rencontrent en Amérique tropicale.

## Liste des espèces
Selon World Spider Catalog (version 26, 09/04/2025) :
- Neohahnia catleyi Dupérré & Tapia, 2024
- Neohahnia chibcha Heimer & Müller, 1988
- Neohahnia ernsti (Simon, 1898)
- Neohahnia freibergi Dupérré & Tapia, 2024
- Neohahnia palmicola Mello-Leitão, 1917
- Neohahnia paramo Dupérré & Tapia, 2024
- Neohahnia piemontana Dupérré & Tapia, 2024
- Neohahnia pristirana Dupérré & Tapia, 2024
- Neohahnia sylviae Mello-Leitão, 1917

## Systématique et taxinomie
Ce genre a été décrit par Mello-Leitão en 1917 dans les Agelenidae.

## Publication originale
- Mello-Leitão, 1917 : « Generos e especies novas de araneidos. » Archivos da Escola. Superior de Agricultura e Medicina Veterinária, vol. 1, p. 3-19.